# Tabatha Cash
Céline Barbe, coneguda com a Tabatha Cash, (n. 27 de desembre de 1973 a Saint-Denis, França) és una antiga actriu pornogràfica francesa, que va protagonitzar més de 50 pel·lícules per a adults durant la dècada de 1990.
Al maig de 1993, Tabatha Cash va guanyar un premi "Hot d'or" en reconeixement de la seva carrera.
Fora de la pornografia, ha treballat com a presentadora a l'emissora SkyRock Radio a França, i va ser l'actriu principal de la pel·lícula Raï.